# SBS의 뉴스 프로그램

SBS 뉴스 로고

SBS의 뉴스 프로그램은 다음과 같다.

## 방송 프로그램

### SBS TV
- SBS TV는 모든 뉴스들은 방송화면의 하단 왼쪽에 타이틀버그를 표시하고 있다. 이 중 모닝와이드 1, 2부는 숫자 6, 7이 적힌 로고를, SBS 10 뉴스는 숫자 10이 적힌 로고를, SBS 12 뉴스는 숫자 12가 적힌 로고를, SBS 뉴스브리핑은 뉴스 프로그램의 명칭이 적힌 로고를, SBS 오 뉴스는 알파벳 O가 적힌 로고를, SBS 8 뉴스, SBS 스포츠뉴스는 숫자 8이 적힌 로고를, SBS 나이트라인은 알파벳 N이 적힌 로고를, 주말 SBS 뉴스, SBS 뉴스특보는 알파벳 S가 적힌 로고를 표시하고 있다. 또한, 모닝와이드 1, 2부, SBS 10 뉴스, SBS 12 뉴스, SBS 8 뉴스, SBS 나이트라인, 주말 SBS 뉴스, SBS 뉴스특보는 메인 스튜디오에서 진행을 하고 있고, SBS 뉴스브리핑, SBS 오 뉴스는 SBS 뉴스브리핑 전용 스튜디오에서 진행을 하고 있으며, SBS 파워 스포츠, SBS 스포츠뉴스는 메인 스튜디오 우측에 있는 제2 스튜디오에서 진행을 하고 있다. 특히 SBS 뉴스특보는 SBS 뉴스브리핑 전용 스튜디오에서도 진행을 하고 있다.[1][2]
- SBS의 2017년 새해 개편으로 인해 2017년 1월 1일부터 새로운 메인 스튜디오 공사에 들어감에 따라 같은 해 1월 29일까지 모닝와이드 1, 2부, SBS 10 뉴스, SBS 12 뉴스, SBS 8 뉴스, SBS 나이트라인, 주말 SBS 뉴스, SBS 뉴스특보는 SBS 뉴스브리핑, SBS 오 뉴스와 함께 SBS 뉴스브리핑 전용 스튜디오에서 임시로 진행하였다.
- 2017년 7월 24일부터 SBS 뉴스브리핑 전용 스튜디오 UHD 장비 설치 공사에 들어감에 따라 같은 해 9월 30일까지 SBS 뉴스브리핑은 모닝와이드 1, 2부, SBS 오 뉴스, SBS 8 뉴스, SBS 나이트라인, SBS 뉴스특보와 함께 메인 스튜디오에서 임시로 진행하였다.
- 뉴스 프로그램들과 달리 SBS TV의 방송 시간 내내 화면 왼쪽 혹은 오른쪽 상단의 인터넷 다시보기의 SBS 로고를 띄운다.
- 프로그램 목록은 2020년 9월 21일을 기준으로 한다.

| 프로그램명        | 방송 분량                                         | 방송 시간 | 앵커                                                                                            | 초고화질 방송 여부 | 수어 통역 |
| ----------------- | ------------------------------------------------- | --- | ----------------------------------------------------------------------------------------------- | ------------------ | --------- |
| 모닝와이드 1, 2부 | 평일 1시간 40분 토요일 1시간 10분                 | 평일 아침 6시 ~ 7시 40분 토요일 아침 6시 ~ 7시 10분 - 편성시간 : SBS 파워 스포츠 - 평일 아침 7시 30분 ~ 7시 40분 | 평일 : 박찬근, 김가현 주말 : 정구희, 김보미 SBS 파워 스포츠 : 김예솔                            | X                  | 무지원    |
| SBS 10 뉴스       | 평일 35분                                         | 평일 오전 9시 55분 ~ 10시 30분 | 정석문, 이혜승                                                                                  | X                  | 무지원    |
| SBS 12 뉴스       | 평일 45분                                         | 평일 낮 12시 ~ 12시 45분 | 염용석, 이병희                                                                                  | X                  | 지원      |
| SBS 뉴스브리핑    | 평일 2시간                                        | 평일 오후 2시 ~ 4시 | 메인 : 편상욱 서브 : 정혜경                                                                     | O                  | 무지원    |
| SBS 오 뉴스       | 평일 50분                                         | 평일 오후 5시 ~ 5시 50분 | 메인 : 고희경 서브 : 이윤지                                                                     | O                  | 지원      |
| SBS 8 뉴스        | 월-묵 1시간 10분 금 1시간 토요일 40분 일요일 50분 | 월~묵 저녁 7시 50분 ~ 밤 9시 금 저녁 7시 50분 ~ 저녁 8시 50분 토요일 저녁 7시 55분 ~ 8시 35분 일요일 저녁 7시 55분 ~ 8시 45분 - 편성시간 : SBS 스포츠뉴스 - 평일 저녁 8시 50분 ~ 밤 9시, 토요일 저녁 8시 25분 ~ 8시 35분, 일요일 저녁 8시 35분 ~ 8시 45분 | 평일 : 사공성근, 주시은 주말 : 이현영 평일 SBS 스포츠뉴스 : 김현진 주말 SBS 스포츠뉴스 : 이윤지 | JIBS 자체 제주제외 | 지원      |
| SBS 나이트라인    | 월요일 ~ 목요일 30분                              | 월요일, 목요일 밤 11시 50분 ~ 12시 20분 화요일 밤 12시 20분 ~ 12시 50분 수요일 밤 12시 10분 ~ 12시 40분 | 김석재                                                                                          | X                  | 무지원    |
| SBS 뉴스 (주말)   | 주말 10분                                         | 주말 낮 12시 10분 ~ 낮 12시 20분, 오후 3시 15분 ~ 오후 3시 25분 일요일 오전 6시 ~ 6시 10분 | 주말 뉴스 : 최영아, 윤현진, 유혜영 일요일 아침 6시 : 박광범                                     | X                  | 무지원    |
| SBS 뉴스특보      | 특집편성                                          | 특집뉴스편성 | 무작위                                                                                          | X                  | 지원      |

#### 지역 뉴스 편성
모닝와이드 1, 2부, SBS 10 뉴스, SBS 12 뉴스, SBS 오 뉴스, SBS 8 뉴스에서 방영된다.

#### 공휴일 일부 뉴스 편성 제외
SBS 10 뉴스, SBS 뉴스브리핑은 공휴일에는 편성되지 않고, SBS 12 뉴스, SBS 오 뉴스는 10분 동안 SBS 뉴스로 대체 편성된다.

### SBS 인터내셔널
| 프로그램명     | 방송 분량  | 방송 시간              | 앵커   | 수어 통역 |
| -------------- | ---------- | ---------------------- | ------ | --------- |
| SBS 이브닝뉴스 | 평일 1시간 | 평일 저녁 8시 ~ 밤 9시 | 이나래 | 무지원    |

### SBS 러브FM
- 정시 뉴스는 평일 아침 6시부터 밤 10시까지, 주말 오전 9시부터 저녁 8시까지 방송되며 분량은 5분이다.

| 프로그램명      | 방송 분량 | 방송 시간                | 앵커   |
| --------------- | --------- | ------------------------ | ------ |
| SBS 낮 종합뉴스 | 평일 20분 | 평일 오후 2시 ~ 2시 20분 | 박광범 |

## 로고

2020년 9월 21일 ~ 2025년 1월 5일
2025년 1월 6일 ~ 현재

## 같이 보기
지상파 방송사
- 한국방송공사의 뉴스 프로그램
- 문화방송의 뉴스 프로그램
- 한국교육방송공사의 뉴스 프로그램

지역 민영방송
- KNN의 뉴스 프로그램
- TBC의 뉴스 프로그램
- 대전방송의 뉴스 프로그램
- 광주방송의 뉴스 프로그램
- 울산방송의 뉴스 프로그램
- 전주방송의 뉴스 프로그램
- 청주방송의 뉴스 프로그램
- G1방송의 뉴스 프로그램
- 제주방송의 뉴스 프로그램
- OBS경인TV의 뉴스 프로그램

종합편성채널
- JTBC의 뉴스 프로그램
- 매일방송의 뉴스 프로그램
- 채널A의 뉴스 프로그램
- TV조선의 뉴스 프로그램